# Liste der Einträge im National Register of Historic Places im Throckmorton County
Die Liste der Registered Historic Places im Throckmorton County führt alle Bauwerke und historischen Stätten im texanischen Throckmorton County auf, die in das National Register of Historic Places aufgenommen wurden.

## Aktuelle Einträge
| Lfd. Nr. | Name                                    | Bild | Datum der Eintragung | Adresse/Lage                | Ort          | ID       | Beschreibung |
| -------- | --------------------------------------- | ---- | -------------------- | --------------------------- | ------------ | -------- | ------------ |
| 1        | Throckmorton County Courthouse and Jail |      | 10. Aug. 1978        | Public Sq. and Chestnut St. | Throckmorton | 78002987 |              |